# Puerto Morín
Puerto Morin es una localidad y un balneario peruano ubicado en el distrito de Virú, en el Departamento de La Libertad. Se encuentra a unos 45 km al sur de Trujillo.

## Historia
La caleta de Guañape, a finales del siglo XIX, era una playa a donde los pobladores acudían a pescar. En la década de 1870 llegó al país el ciudadano francés Charles Marie Morin Dutot y fue a partir de la construcción de un pequeño muelle realizado por éste con la ayuda de los moradores del lugar, cuando adquirió su nombre actual de Puerto Morin. También es un punto de partida hacia las Islas Guañape, donde existen varias especies de fauna marina tales como lobos marinos, aves, etc.